# Jo Jung-suk

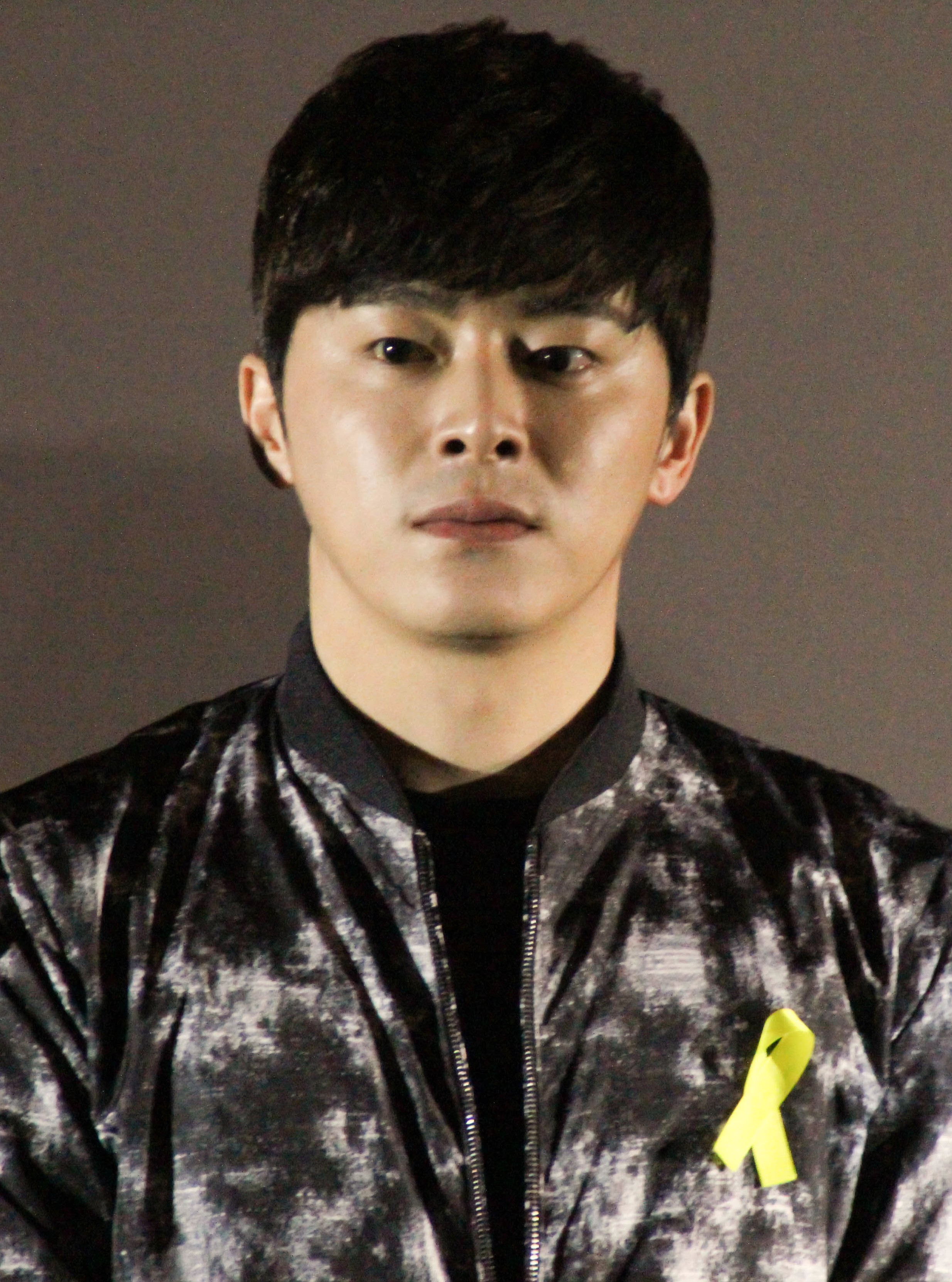
Jo Jung-suk

Jo Jung-suk (n. 26 decembrie 1980, Seul) este un actor cunoscut petru rolurile sale din dramele sud-coreene.

## Filmografie

### Filme
- 2012: Architecture 101
- 2012: Almost Che
- 2013: The Face Reader
- 2014: The Fatal Encounter
- 2014: My Love, My Bride
- 2015: The Exclusive: Beat the Devil's Tattoo

### Seriale
- 2011: What's Up?
- 2012: The King 2 Hearts
- 2013: You're the Best, Lee Soon-shin
- 2015: Oh My Ghostess